# الملكية المشتركة

## الملكية المشتركة
تشير الملكية المشتركة إلى حيازة اصول المنظمة أو المؤسسة أو المجتمع بصورة لا تتجزأ عنه بدلا من أسماء الأعضاء أو مجموعات الاعضاء كملكية مشتركة.
توجد اشكال الملكية المشتركة في كل نظام اقتصادي.الملكية المشتركة لوسائل الأنتاج هدف أساسي للحركات الشيوعية، ينظر اليها على انها الية ديمقراطية ضرورية لخلق مجتمع شيوعي واستمرار وظيفته.يجي التمييز بين الملكية الجماعية والملكية المشتركة حيث الملكية الجماعية هي الممتلكات المملوكة المشتركة بالأتفاق بين مجموعة من الزملاء مثل تعاونيات المنتجين والملكية المشتركة هي الاصول المفتوحه كليا للوصول اليها مثل الحديقة العامة متاحة مجانا للجميع.

### التاريخ
في حين ان جميع المجتمعات تمتلك عناصر الملكية المشتركة، فأن المجتمعات كانت موجودة حيث تمتد الملكية المشتركة إلى جميع الممتلكات اساسا. هناك مصطلح اخر لهذا الترتيب هو "اقتصاد الهدية" أو المجتمع المحلي. العديد من المجتمعات البديلة مارست فعليا الملكية المشتركة للاراضي.

#### قبل التاريخ
النظرية الماركسية (فريدريك انجلز) يرى ان المجتمعات التي تعيش على الصيد كانت تمارس اشكال الشيوعية البدائية على اساس الملكية المشتركة.

##### المجتمعات المسيحية
الكنيسة الأولى في القدس شاركت اموالها وممتلكاتها مستوحاة من المسيحيين الاوائل، منذ ذلك الوقت حاول العديد من المسيحيين اتباع مثال المجتمع المحلي من السلع والملكية المشتركة.
الملكية المشتركة تمارس من قبل بعض الجماعات المسيحية مثل الهوتيرز (حوالي 500 سنه),بروديرهوف (حوالي 100 سنة) وغيرها.في هذه الحالات الملكية احيانا مملوكة من جمعية خيرية اعدت بهدف الحفاظ على أعضاء الجماعات الدينية

### الملكية المشتركة في الاقتصاد الرأسمالي
تمارس الملكية المشتركة اعداد كبيرة من الرابطات الطوعيه والمنظمات الغير ربحية وكذلك من جانب جميع الهيئات العامة. معظم التعاونيات تمتلك بعض من عناصر الملكية المشتركة لكن معظم رأس مالها يكون مملوك فردي

### النظرية الماركسية
العديد من الحركات الاشتراكية تعمل بلملكية الاشتراكية لوسائل الإنتاج من قبل المجتمع بأسره وكهدف نهائي يمكن تحقيقه من خلال تطوير القوى المنتجة، على الرغم من ان العديد من الاشتراكيين يصنفون الاشتراكية على انها ملكية عامة لوسائل الإنتاج، الأحتفاظ بلملكية المشتركة سماها كارل ماركس «شيوعية المرحلة العليا».
التحليل الماركسي، ان المجتمع الذي تتوفر فيه السلع والملكية المشتركة لوسائل الأنتاج سوف يخلو من الطبقات القائمة على ملكية الممتلكات الأنتاجية.
الملكية المشتركة في المجتمع الشيوعي الأفتراضي هي ممتميزة عن الأشكال البدائية للملكية العامه التي كانت موجودة، مثل المجتمع والشيوعية البدائية، ان الملكية الشيوعية المشتركة هي نتيجة التطورات الأجتماعية والتكنولوجية التي ادت إلى القضاء على ندرة المادية في المجتمع.
عام 1918 حتى عام 1995 , ذكرت الملكية المشتركة لوسائل الأنتاج والتوزيع والتبادل في البند الرابع من الدستور كهدف لحزب العمال البريطاني ونقلت على ظهر بطاقات العضوية.نص البند:
تأمين ثمار صناعتها الكاملة، وتوزيعها بشكل عادل على العمال عن طريق اليد أو العقل، على اساس الملكية المشتركة لوسائل الإنتاج والتوزيع والتبادل، وأفضل نظام يمكن الحصول عليه من الأدارة الشعبية والتحكم لكل صناعة أو خدمة.

### انتقاد
تحلل النظرية الاقتصادية الكلاسيكية الجديدة الملكية المشتركة باستخدام نظرية العقود.بلنسبة لنهج التعاقد غالير الكامل الذي كان رائدا من قبل اوليفر هارت وشركاؤه، فأن الملكية مهمة لان مالك الاصل له حقوق متبقيه وهذا يعني ان المالك يمكن ان يتخذ قرار بشأن ما يجب فعله بالأصل في كل حالة طارئة لا تكون موجودة بلعقد. وبشكل خاص، يتمتع المالك بحوافز اقوى لأجراء استثمارات خاصة بالعلاقات مقارنة بالاستثمارات غير المالكة، ان الملكية ممكن ان تخفف ما يسمى مشكلة «الأحتجاز».ونتيجة ذلك، الملكية مورد قليل لا ينبغي اهداره.ان النتيجة المركزية لنهج حقوق الملكية تقول بأن الملكية المشتركة ليست بلمستوى المطلوب. إذا بدأنا في موقف ملكية مشتركة (حيث كل طرف له حق النقض على استخدام الموجودات) والانتقال إلى وضع يكون في مالك واحد، وحوافز استشمار للمالك الجديد تتحسن بينما تظل حوافز الاستثمار لدى الاطراف الأخرى كما هي.اطار التعاقد غير الكامل الاساسي لا يكون هناك تحسينات فرعية في الملكية المشتركة الا إذا كانت الاستثمارات في رأس المال البشري لكن يمكن ان تكون الملكية هي الأفضل إذا كانت الاستثمارات في رأس المال المادي. اظهر العديد من المؤلفين ان الملكية المشتركة ممكن ان تكون في الواقع مثالية حتى لو كانت الاستثمارات في راس المال البشري.وممكن ان تكون الملكية المشتركة هي الأفضل إذا كانت الاطراف غير متناسقة أو غير منظمة، إذا كان هناك علاقة طويلة الاجل بين الاطراف، أو إذا كان لدى الاطراف معرفة يمكن ان يفصحوا عنها.